# Gummanahalli, Byadgi
Gummanahalli là một làng thuộc tehsil Byadgi, huyện Haveri, bang Karnataka, Ấn Độ.